# Sender Buchen
Der Sender Buchen ist eine Sendeanlage des Südwestrundfunks (ehemals des Süddeutschen Rundfunks), die sich an der Walldürner Straße am nördlichen Stadtrand von Buchen (Odenwald) befindet.
Der ursprüngliche Mittelwellensender bestand aus einem 53,9 m hohen selbststrahlenden Sendemast. Er war 1951 als Füllsender für Mittelwelle errichtet worden und strahlte seit den 1960er Jahren das Programm SDR 1 auf der Frequenz 998 kHz mit einer ERP von 200 W aus. Im Zuge des Genfer Wellenplans wechselte man 1978 auf die Frequenz 1413 kHz in Gleichwelle mit den Standorten Bad Mergentheim und Heidenheim, in den späten 80er Jahren folgte ein erneuter Wechsel auf die Gemeinschaftswelle 1485 kHz. 1993 wurde der Mittelwellensender stillgelegt.

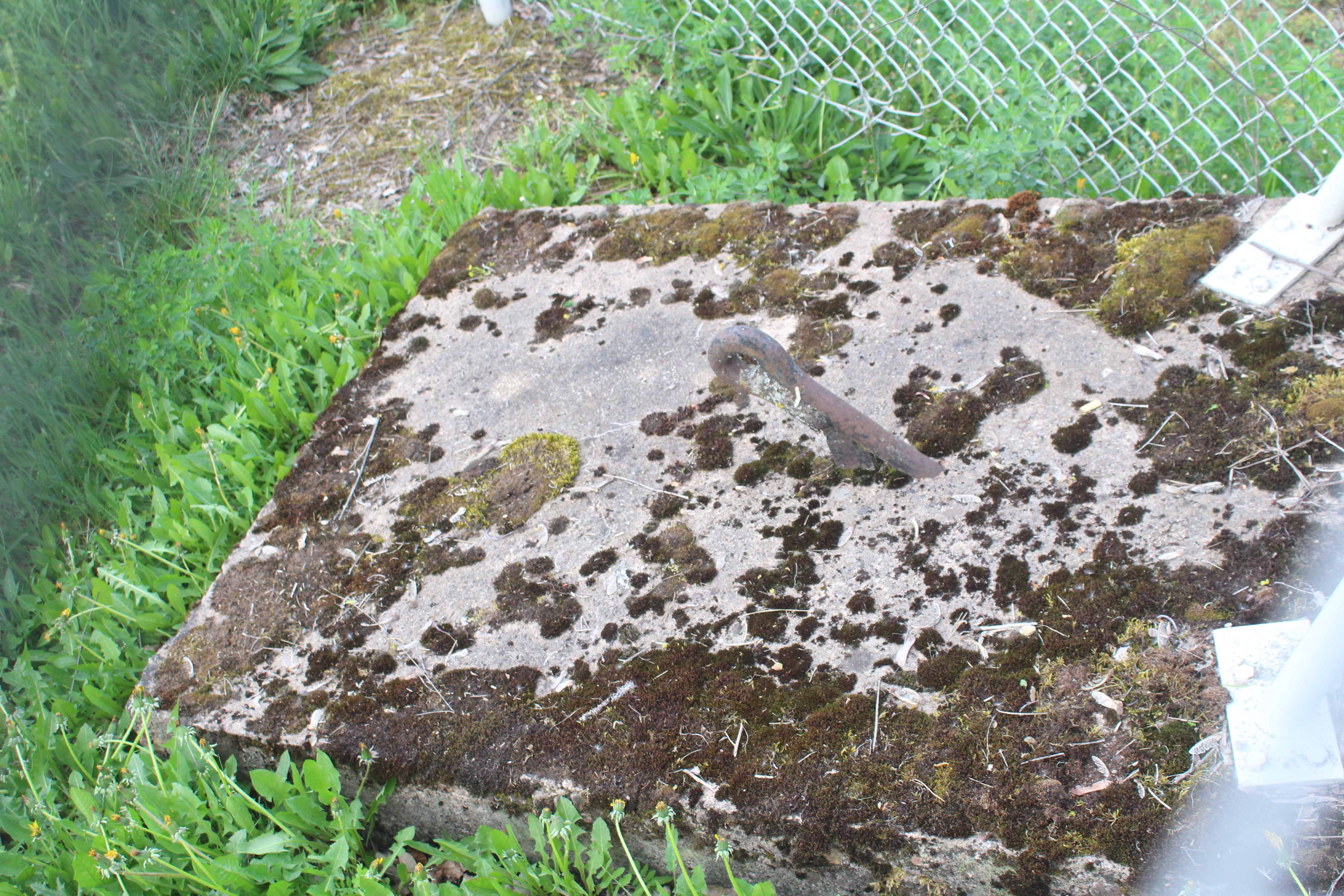
Eines der aufgegebenen Pardunenfundamente

Daneben dient der Sendermast als Trägerbauwerk für darauf montierte Füllsender im UKW-Hörfunk und ehemals analogen Fernsehen.
Zwischen 2018 und 2019 wurde der alte, 53,9 Meter hohe Sendemast von 1951 durch einen neuen 50 Meter hohen Stahlgitterturm ersetzt, der mitsamt einem Rohraufsatz eine Höhe von 58 Meter erreichen soll. Am 14. November 2019 wurde der alte Mast mithilfe eines Krans demontiert.

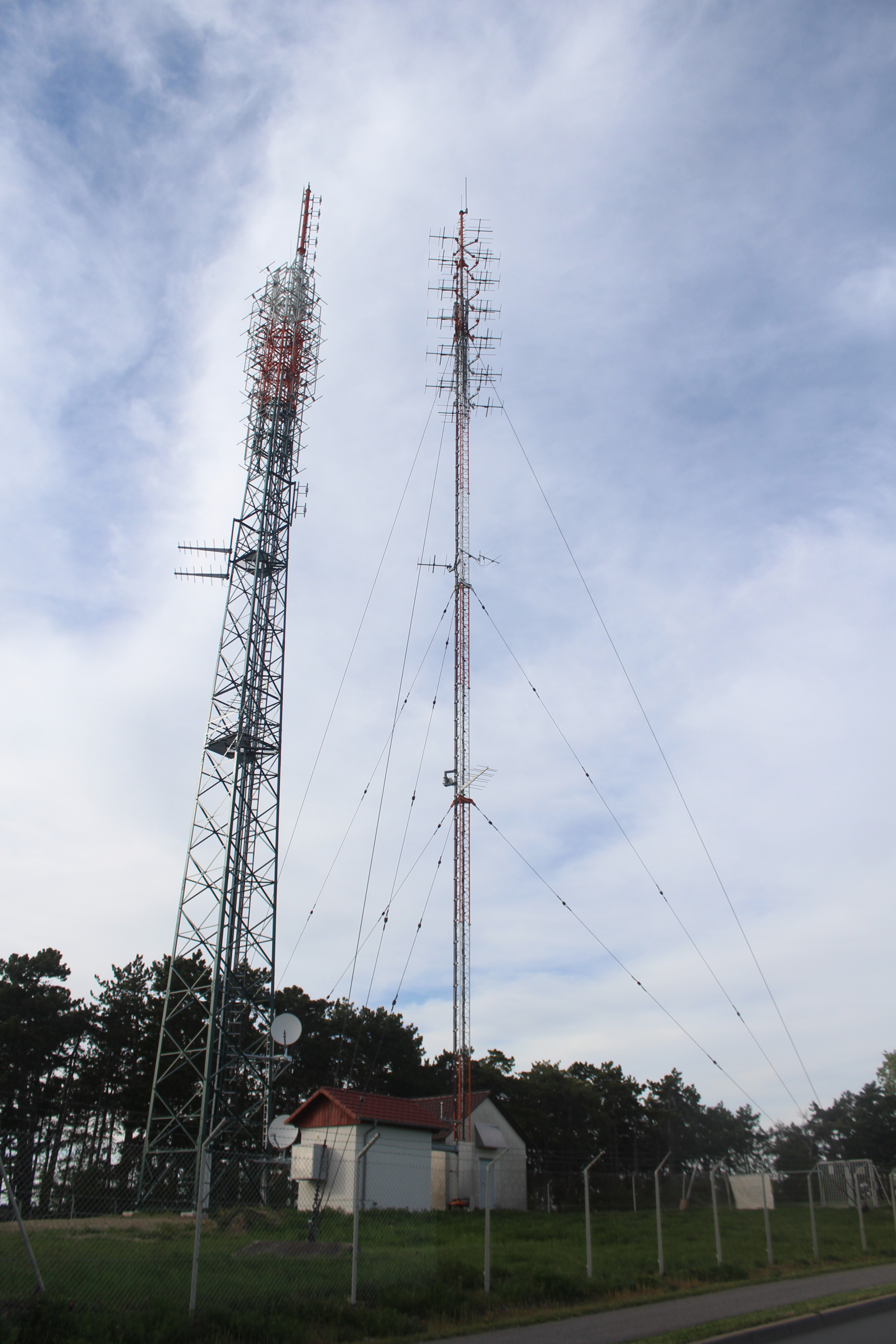
Zustand der Anlage im April 2019. Rechts der alte Sendemast, links der neue Stahlgitterturm

## Frequenzen und Programme

### Analoger Hörfunk (UKW)
| Frequenz (MHz) | Programm               | RDS PS   | RDS PI | Regionalisierung  | ERP (kW) | Antennendiagramm rund (ND)/gerichtet (D) | Polarisation horizontal (H)/vertikal (V) |
| -------------- | ---------------------- | -------- | ------ | ----------------- | -------- | ---------------------------------------- | ---------------------------------------- |
| 91,9           | SWR1 Baden-Württemberg | SWR1_BW_ | D301   | –                 | 0,1      | ND                                       | H                                        |
| 94,1           | SWR3                   | __SWR3__ | D3A3   | Württemberg       | 0,05     | ND                                       | H                                        |
| 97,1           | SWR Kultur             | SWR_Kult | D3A2   | Baden-Württemberg | 0,05     | ND                                       | H                                        |
| 100,6          | DASDING                | DASDING_ | D3A5   | –                 | 0,1      | ND                                       | H                                        |
| 107,5          | SWR4 Baden-Württemberg | SWR4_MA_ | DC04   | Mannheim          | 25       | ND                                       | H                                        |

Die Frequenz 107,5 MHz war zunächst für Radio Regenbogen vorgesehen und sollte vom Fernmeldeturm Reisenbach ausgestrahlt werden, der damalige Süddeutsche Rundfunk klagte jedoch erfolgreich gegen die Frequenzvergabe und benutzt diese Frequenz seitdem für SWR4. Da das Signal auf dieser Frequenz mit bedeutend größerer Leistung ausgestrahlt wird wie auf den anderen Frequenzen, wurde die UKW-Sendeantenne erneuert und die oberste Pardunenabspannung verstärkt, in dem die mit Isolatoren unterteilten Stahlseile dieser Ebene durch durchgehende Stahlseile ersetzt wurden.

### Digitaler Hörfunk (DAB+)
Seit 16. April 2019 wird vom Sender Buchen das Digitalpaket des Südwestrundfunks gesendet. DAB+ wird in vertikaler Polarisation und im Gleichwellenbetrieb (SFN) mit anderen Sendern ausgestrahlt.
| Block                  | Programme (Datendienste) | ERP (kW) | Antennen- diagramm rund (ND), gerichtet (D) | Gleichwellennetz (SFN) |
| ---------------------- | --- | -------- | ------------------------------------------- | --- |
| 9D SWR BW N (D__00234) | DAB+ Block des SWR - SWR1 BW (112 kbps) - SWR Kultur (128 kbps) - SWR3 (Rheinland bis Bodensee) (112 kbps) - SWR4 HN (Studio Heilbronn) (112 kbps) - SWR4 KA (Studio Karlsruhe) (112 kbps) - SWR4 MA (Studio Mannheim) (112 kbps) - SWR4 S (Studio Stuttgart) (112 kbps) - SWR4 UL (Studio Ulm) (112 kbps) - SWR Aktuell (72 kbps) - DASDING (112 kbps) - EPG (24 kbps) - TPEG (16 kbps) | 5        | N                                           | Aalen, Baden-Baden (Merkur), Bad Mergentheim (Am Kettenwald), Buchen (Odenwald), Ettlingen (Wattkopf), Hardberg, Heidelberg (Königstuhl), Heidenheim-Osterholz, Heilbronn (Weinsberg), Herbrechtingen, Langenbrand, Mannheim-Oststadt, Mühlacker, Murgtal (Draberg), Geislingen (Oberböhringen), Schwäbisch Gmünd, Stuttgart (Fernsehturm), Stuttgart (Funkhaus), Waldenburg (Friedrichsberg), Wertheim |

### Analoges Fernsehen (PAL)
Vor der Umstellung auf DVB-T diente der Sendestandort weiterhin für analoges Fernsehen.
| Kanal | Frequenz (MHz) | Programm        | ERP (kW) | Sendediagramm rund (ND)/ gerichtet (D) | Polarisation horizontal (H)/ vertikal (V) |
| ----- | -------------- | --------------- | -------- | -------------------------------------- | ----------------------------------------- |
| 6     | 182,25         | Das Erste (SWR) | 0,002    | D                                      | H                                         |